# Barbier, Benard y Turenne
Barbier, Benard, et Turenne (BBT) fue una empresa francesa fundada en 1862, especializada en la fabricación de focos, lentes Fresnel para faros y sistemas de iluminación.  Desde finales del siglo XIX, fue el principal productor mundial de luces para faros. Se disolvió en 1982.

## Historia
La empresa fue fundada en 1862 por Frederic Barbier y Stanislas Fenestre como Barbier y Fenestre. Pasó a llamarse Barbier et Cie en 1887 y Barbier y Bénard en 1889. Se convirtió en Barbier, Benard y Turenne a principios del siglo XX y se convirtió en una sociedad anónima en 1919.

## Producción

### Faros
Barbier, Benard y Turenne comenzaron con una especialidad en la producción de equipos para luces de faros, como las lentes de Fresnel. Posteriormente se expandió a la producción de luces propias, así como de mecanismos de rotación. Con el tiempo, la empresa fabricó boyas, torres metálicas y sirenas de niebla.
BBT pronto pudo construir faros completos y se hizo mundialmente famosa por ello. Fue líder mundial en la construcción de faros a finales del siglo XIX.
BBT utilizó su experiencia en óptica, iluminación y construcción para expandirse a otros negocios, incluidos reflectores y farolas para estadios y aeropuertos.

## Ubicaciones

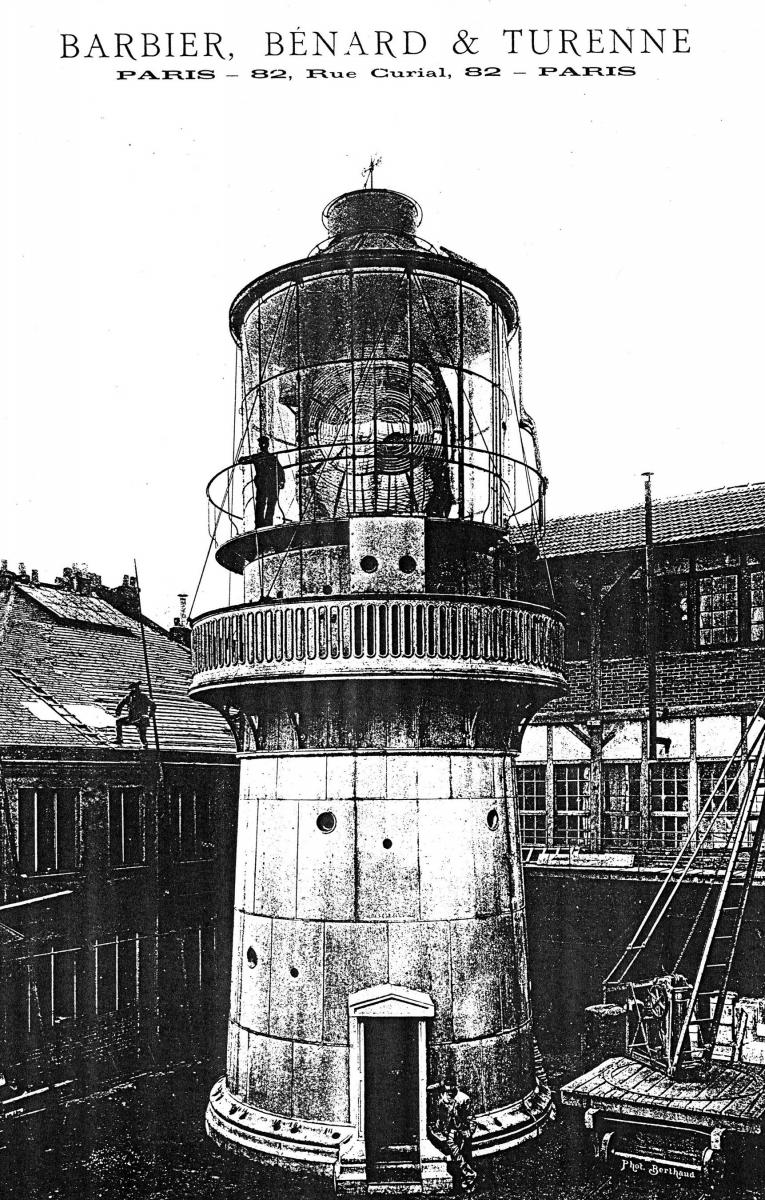
La torre de hierro fundido y la óptica hiperradiante del faro de Beiyushan, en el patio de construcción de BBT en Rue Curial, París.

Las fábricas de BBT estaban ubicadas principalmente cerca del canal Ourcq en París. Su sede también estaba en París. Tenía instalaciones en Nazelles (Indre y Loira) y White Misseron (Norte). BBT tenía plantas especializadas en la producción de gas para farolas en Sfax y Marsella. 

## Disolución
A partir de la década de 1960, los sectores industriales en los que BBT había invertido comenzaron a decaer en Francia. La empresa finalmente se disolvió en 1982.